# Anaxipha esau
Anaxipha esau är en insektsart som beskrevs av Rehn, J.A.G. 1918. Anaxipha esau ingår i släktet Anaxipha och familjen syrsor. Inga underarter finns listade i Catalogue of Life.